# Камень (Яроцинський повіт)
Камень (пол. Kamień, нім. Steineck) — село в Польщі, у гміні Жеркув Яроцинського повіту Великопольського воєводства.
У 1975-1998 роках село належало до Каліського воєводства.